# Корелин, Авенир Павлович
Авенир Павлович Корелин (1933, Архангельск — 2017, Москва) — советский и российский историк, доктор исторических наук, профессор, главный научный сотрудник Института российской истории РАН.

## Биография
Родился в Архангельске, раннее детство провёл в Минске.
Отец, Павел Николаевич Рассказов. Окончил Ленинградский педагогический финансово-экономический институт, получил назначение в министерство финансов БССР. Добровольцем ушёл на фронт и погиб при обороне Москвы, осенью 1941 г. Мать, Мария Николаевна, учительница русского языка и литературы. Отправилась с тремя маленькими детьми в эвакуацию в Ульяновскую область, с. Крестово-Городище.
Авенир Павлович окончил школу с золотой медалью. В 1952 г. поступил на исторический факультет МГУ М. В. Ломоносова (1952—1957). Занимался в семинаре Б. А. Рыбакова, участвовал в двух археологических экспедициях (Тамань). В Университете стал одним из учеников В. И. Бовыкина, под его руководством написал дипломную работу. Окончил университет с красным дипломом.
Защитил кандидатскую диссертацию на тему: «Монополии в металлообрабатывающей промышленности России и их антирабочая политика в годы Первой мировой войны» (1965). Несколько лет проработал в Государственной библиотеке СССР им. Ленина, в отделе Генерального систематического каталога.
В 1983 г. защитил докторскую диссертацию на тему «Дворянство в пореформенной России. 1861—1904 гг. Состав, численность, корпоративная организация». С 1966 г. жизнь Авенира Павловича (более 50 лет) связана с работой в Институте истории СССР АН СССР (с 1992 г. ИРИ РАН). С октября 1988 г. возглавлял Отдел истории СССР периода империализма, а с 1993 по апрель 2012 г. — Центр истории России в ХIХ в. Входил в состав Учёного и Диссертационного советов, Учёного совета Государственного Исторического музея.

## Личная жизнь
Во время учёбы в МГУ играл в футбольной команде. Жена — Вера Михайловна, работала в Гостелерадио СССР. Дети: Андрей, Мария.

## Основные работы

### Монографии
- «Дворянство в пореформенной России. Состав, численность, корпоративная организация. 1861—1904 гг.» (1979); Защищена в 1982 г. как докторская диссертация[3]
- «Сельскохозяйственный кредит в России в конце ХIХ — начале ХХ вв.» (1988);
- В 1998 г. в соавторстве с С. А. Степановым А. К. написал книгу «С. Ю. Витте — финансист, политик, дипломат» (М., 1998).
- «Кооперация и кооперативное движение в России. 1860—1917 гг.» (2009);
- «Власть и общество в России. Век XIX-й: время ожиданий и перемен» (2013)